# 似鯷馬口波魚
似鯷馬口波魚（学名：Opsaridium engrauloides）为輻鰭魚綱鯉形目鲤科馬口波魚屬的一個種，分布於非洲烏班基河流域，體長可達6.7公分，棲息在中底層水域。

## 扩展阅读
維基物種上的相關：似鯷馬口波魚